# Lytton Strachey
Giles Lytton Strachey (1. března 1880 Londýn – 21. ledna 1932 Ham) byl anglický spisovatel a literární kritik. Byl zakládajícím členem umělecké skupiny Bloomsbury Group. Proslul zvláště knihou Eminent Victorians. Založil jí novou formu biografie, v níž se psychologický vhled a sympatie snoubí s neuctivostí a vtipem. Jeho psychologické vhledy byly ovlivněny Dostojevským, později i Freudem. Kritika jeho díla se soustřeďovala na to, že politiku viděl převážně jako intriky, náboženství jako směšný anachronismus a naopak nadhodnocoval osobní vztahy. Knihu nicméně zařadil deník The Guardian v roce 2011 mezi sto nejvýznamnějších nebeletristických knih historie.

## Životopis
Byl ze třinácti dětí, jeho sestra Dorothy Bussyová byla spisovatelkou a rovněž členkou Bloomsbury Group a jeho nejmladší bratr James Strachey se stal známým psychoanalytikem a překladatelem Freudových spisů do angličtiny.
V roce 1897 začal navštěvovat University of Liverpool, kde se spřátelil s profesorem moderní literatury Walterem Raleighem, který ho silně ovlivnil, načež roku 1899 Strachey přestoupil na Trinity College v Cambridge. V roce 1902 získal titul B.A. K jeho nejbližším přátelům na univerzitě patřili Clive Bell, Leonard Woolf, Vanessa Bellová a Virginia Woolfová (tehdy Bellová). S nimi Strachey založil tzv. Půlnoční společnost, která se později stala jádrem Bloomsbury Group. V jiné studentské společnosti, v Cambridge Apostles, začal praktikovat rituální homosexualitu, již se pak nezřekl již nikdy. Na škole se seznámil i s jinými slavnými osobnostmi, s Johnem Maynardem Keynesem nebo Bertrandem Russellem, ale více než tito dva ho ovlivnila filozofie George Edwarda Moora. V letech 1903 až 1905 psal čtyřsetstránkovou disertační práci o Warrenu Hastingsovi, ale neobhájil ji a roku 1905 se vrátil do rodného domu v Londýně.
Živil se pak psaním recenzí a kritik pro The Spectator, Edinburgh Review a další periodika. Tyto recenze vedly k nabídce napsat jednosvazkové dějiny francouzské literatury. Tato kniha vyšla pod názvem Landmarks in French Literature v roce 1912. Kniha nezaznamenala úspěch, v nějž doufal, ale jako vždy mu vypomohla jeho matka, díky jejíž finanční podpoře mohl v ústraní a klidu začít psát své životní dílo, Eminent Victorians. Ze zdravotních důvodů mu byla odpuštěna i služba v armádě, takže se vyhnul bojištím první světové války. Díky tomu mohl světu roku 1918 představit svou biografii čtyř velkých osobností viktoriánské éry. Ta zaznamenala ohromný úspěch a styl byl uznán za novátorský a průkopnický. Ve stejném stylu vydal pak Strachey roku 1921 životopis Queen Victoria. Ten ho učinil definitivně finančně nezávislým.
Žil s malířkou Dorou de Houghton Carringtonovou, ale jejich vztah byl čistě platonický a přátelský, jinak Strachey před členy Bloombsbury Group neskrýval svou homosexualitu. Carringtonová ho v tom podporovala a roku 1921 si dokonce vzala za manžela jeho milence Ralpha Partridge, aby vytvořili jakýsi třístranný vztah. Ten však nedopadl příliš dobře, neboť Partridge si našel novou milenku, spisovatelku Frances Marshallovou, kterou si roku 1933 vzal. Strachey zemřel na rakovinu žaludku v roce 1932 ve věku 51 let, načež Carringtonová spáchala sebevraždu. Po zveřejnění Stracheyho dopisů v roce 2005 vyšlo najevo, že během manželství Strachey udržoval další homosexuální milostné styky, například sadomasochistický vztah s Rogerem Senhousem (pozdějším šéfem nakladatelství Secker & Warburg). Složitostem těchto vztahů se věnuje i film Carrington z roku 1995, kde Stracheye ztvárnil Jonathan Pryce a Doru Carrintonovou Emma Thompsonová. Pryce získal za svůj výkon cenu pro nejlepšího herce na filmovém festivalu v Cannes. Ve filmu Al sur de Granada (2003) ztvárnil Stracheyho James Fleet.

### Posmrtně
- Characters and Commentaries (1933)
- Spectatorial Essays (1964)
- Ermyntrude and Esmeralda. An Entertainment (1969)
- Lytton Strachey by Himself: A Self-Portrait (1971)
- The Really Interesting Question, and Other Papers (1972)
- The Shorter Strachey (1980)
- The Letters of Lytton Strachey (2005)
- Unpublished Works of Lytton Strachey: Early Papers (2011)